# Mathilde I. (Bourbon)
Mathilde I. von Bourbon (französisch Mahaut de Bourbon oder Mathilde de Bourbon; * 1165/69; † 18. Juni 1228) war ab 1171 Herrin von Bourbon.

## Leben
Mathilde kam als einziges Kind von Archambault (VIII.) von Bourbon und dessen Frau Alix (auch Adelheid) von Burgund in der zweiten Hälfte der 1160er Jahre zur Welt.
Sie heiratete vor 1183 Gaucher IV. (auch Gauthier) de Vienne, Herr von Salins. Aus dieser Verbindung ging eine gemeinsame Tochter hervor:
- Marguerite de Vienne (* 1190/95; † um 1259)

⚭ 1) Guillaume III. de Forcalquier
⚭ 2) Joceran, Seigneur de Brancion
Ihr Vater, Erbherr von Bourbon, starb 1169, sodass Mathilde 1171 ihrem Großvater Archambault VII. in der Herrschaft Bourbon nachfolgte.
Nach der Rückkehr ihres Mannes vom dritten Kreuzzug gab es immer häufig Streitigkeiten zwischen den Eheleuten, die schließlich in Gewalttätigkeiten Gauchers gegenüber seiner Frau mündeten. Er ließ sie zeitweilig sogar ins Gefängnis werfen. Mathilde flüchtete sich vor den Übergriffen ihres Mannes in die Besitzungen ihrer Großmutter in der Champagne. Dabei soll sie selbst auch diverse Gewalttaten verübt haben, für die sie vom Erzbischof von Bourges, Henri de Sully, exkommuniziert wurde. Von der Champagne aus bat sie in Rom um die Scheidung von ihrem Mann. Als Grund gab sie eine zu enge Blutsverwandtschaft mit Gaucher IV. an, sodass ihre Heirat gar nicht legal zustande gekommen sei. Papst Coelestin III. beauftragte daraufhin die Bischöfe von Autun und Troyes sowie den Abt des Klosters Montiers-en-Argonne mit einer Untersuchung der von Mathilde erhobenen Angaben. Die Kirchenmänner kamen zu dem Ergebnis, dass die Eheleute mit dem gemeinsamen Ur-Ur-Großvater Wilhelm II., Freigraf von Burgund, zu nahe miteinander verwandt seien, sodass Mathilde im Jahr 1195 von ihrem ersten Mann geschieden wurde. Auch ihre Exkommunizierung wurde vom Papst aufgehoben.
Nur wenige Monate nach ihrer Scheidung ging Mathilde im September 1196 eine zweite Ehe ein: Sie heiratete Guy II. de Dampierre, womit das Bourbonnais an das Haus Dampierre überging. Aus der 20-jährigen Ehe gingen sieben Kinder hervor:
- Archambault VIII., (* 1189; † 23. August 1242), Sire de Bourbon

⚭ 1) Guigone de Forez
⚭ 2) Béatrice de Montluçon
- Philippa († 1223), ⚭ 1205 Guigues IV. d’Albon, Graf von Forez
- Guillaume II. († 3. September 1231), ⚭ 1223 Margarete II., Gräfin von Flandern und Hennegau, Tochter Balduins I., Lateinischer Kaiser von Konstantinopel
- Guy III. de Dampierre († 22. März 1275)
- Marie († 13. Mai vor 1297)

⚭ 1) um 1210 Hervé de Vierzon
⚭ 2) 1221 Henri I. de Sully
- Jeanne
- Marguerite

Mathilde I. von Bourbon starb zwei Jahre nach ihrem Mann im Juni des Jahres 1228. Nach ihrem Tod erhob ihre Tochter aus erster Ehe Ansprüche auf die Herrschaft Bourbon. Ihr Stiefvater Guy II. de Dampierre hatte Marguerites Rechte darauf anfangs zwar anerkannt, dann jedoch seinen Sohn Archambault als Erben eingesetzt. Marguerite konnte ihre Ansprüche auf die Seigneurie letztendlich nicht durchsetzen.